# نور زمینه فراکهکشانی
نور زمینه فراکهکشانی (به انگلیسی: Extragalactic background light) یا (EBL) اشاره به تمام تابش‌های انباشته شده در جهان به دلیل فرآیندهای تشکیل ستاره، به علاوه سهمی از هسته‌های فعال کهکشانی (AGNs) است. این تابش تقریباً تمام طول موج‌های طیف الکترومغناطیسی را پوشش می‌دهد، به جز امواج مایکروویو (ریزموج)، که تحت سلطه ریزموج زمینه کیهانی اولیه است. EBL بخشی از تابش پس زمینه فراکهکشانی منتشر (DEBRA) است که طبق تعریف، کل طیف الکترومغناطیسی را پوشش می‌دهد. پس از ریزموج زمینه کیهانی، EBL دومین زمینه پرانرژی را تولید می‌کند، بنابراین برای درک تعادل انرژی کامل جهان ضروری است.
درک EBL همچنین برای اخترشناسی فراکهکشانی با انرژی بسیار بالا (VHE, 30 GeV-30 TeV) اساسی است. فوتون‌های VHE که از فاصله‌های دور کیهانی می‌آیند با تولید جفت با فوتون‌های EBL ضعیف می‌شوند. این برهمکنش وابسته به توزیع انرژی طیفی (SED) EBL است؛ بنابراین، شناخت SED EBL به منظور مطالعه ویژگی‌های ذاتی انتشار در منابع VHE ضروری است.

## مشاهده‌ها
اندازه‌گیری مستقیم EBL عمدتاً به دلیل سهم نور زودیاک که مرتبه‌ای بالاتر از EBL است دشوار است. گروه‌های مختلف ادعا کرده‌اند که EBL در طیف نوری و نزدیک به فروسرخ تشخیص داده شده است. با این حال، پیشنهاد شده است که این تحلیل‌ها به نور صبح کاذب (زودیاک) آلوده شده‌اند. اخیراً، دو گروه مستقل با استفاده از تکنیک‌های مختلف ادعا کرده‌اند که EBL را در نوری بدون آلودگی نور زودیاک تشخیص داده‌اند.
همچنین تکنیک‌های دیگری وجود دارد که محدودیت‌هایی را برای پس زمینه تعیین می‌کند. می‌توان محدودیت‌های پایین‌تری را از بررسی‌های عمیق کهکشان‌ها تعیین کرد. از سوی دیگر، مشاهدات VHE از منابع خارج از کهکشانی، حد بالایی را برای EBL تعیین می‌کند.
در نوامبر ۲۰۱۸، اخترشناسان گزارش دادند که EBL برابر با 4 x 1084 در فوتون است.